# 托克薩霍塔湖
14°3′40″S 70°17′59″W / 14.06111°S 70.29972°W
托克薩霍塔湖（Tocsajota），是秘魯的湖泊，位於該國東南部普諾大區，由卡拉瓦亞省的馬庫薩尼區負責管轄，處於安地斯山脈地區，西北面有賽塔霍塔湖。